# Nova Prerava
Nova Prerava (njemački: Neuprerau, češki: Nový Přerov) je naselje u jugoistočnoj Češkoj. U ovom naselju žive Hrvati iz skupine Moravski Hrvati.

## Zemljopis
Nova Prerava se nalazi u jugoistočnoj Češkoj dio je okruga Břeclav i pokrajine Južna Moravska.

## Povijest
Prvi pisani spomen naselja je iz 1350. godine. Godine 1900. u Novoj Preravi živjelo je 781 stanovnik. Godine 1930. 64%  stanovništva bili su Hrvati,  poslije su Hrvati nasilno preseljeni po čitavoj Češkoj, ponajviše po Moravskoj duboko u unutrašnjost. Ista sudbina zadesila je i Nijemce koji su 1930. godine činili 17% stanovništva sela.

## Stanovništvo
| 1793.                                                                            | 271 | –   | –   | -   |
| 1836.                                                                            | 454 | –   | –   | –   |
| 1869.                                                                            | 615 | –   | –   | –   |
| 1880.                                                                            | 673 | 98  | 0   | 575 |
| 1890.                                                                            | 711 | 96  | 41  | 574 |
| 1900.                                                                            | 781 | 123 | 53  | 605 |
| 1910.                                                                            | 829 | 596 | 72  | 161 |
| 1921.                                                                            | 878 | 548 | 91  | 238 |
| 1930.                                                                            | 880 | 153 | 151 | 576 |
| 1939.                                                                            | 801 | –   | –   | –   |
| Izvor: 1793, 1836, 1850 aus: Südmähren von A-Z, Frodl, Blaschka                  |     |     |     |     |
| Drugi izvor: Historický místopis Moravy a Slezska v letech 1848–1960, sv.9. 1984 |     |     |     |     |

## Vanjske poveznice
- Podaci o naselju